# Euchiridae
Famille
Synonymes
- famille Euchiridae Hope, 1840[1]
- sous-famille Euchirinae Hope, 1840 (préféré par BioLib)[1]
- tribu Euchirini Hope, 1840[1]

Les Euchiridae sont une famille d'insectes coléoptères.

## Liste des genres
Selon BioLib (17 mai 2019) :
- genre Cheirotonus Hope, 1841
- genre Euchirus Linnaeus, 1758
- genre Propomacrus Newman, 1837